# ケアシノスリ

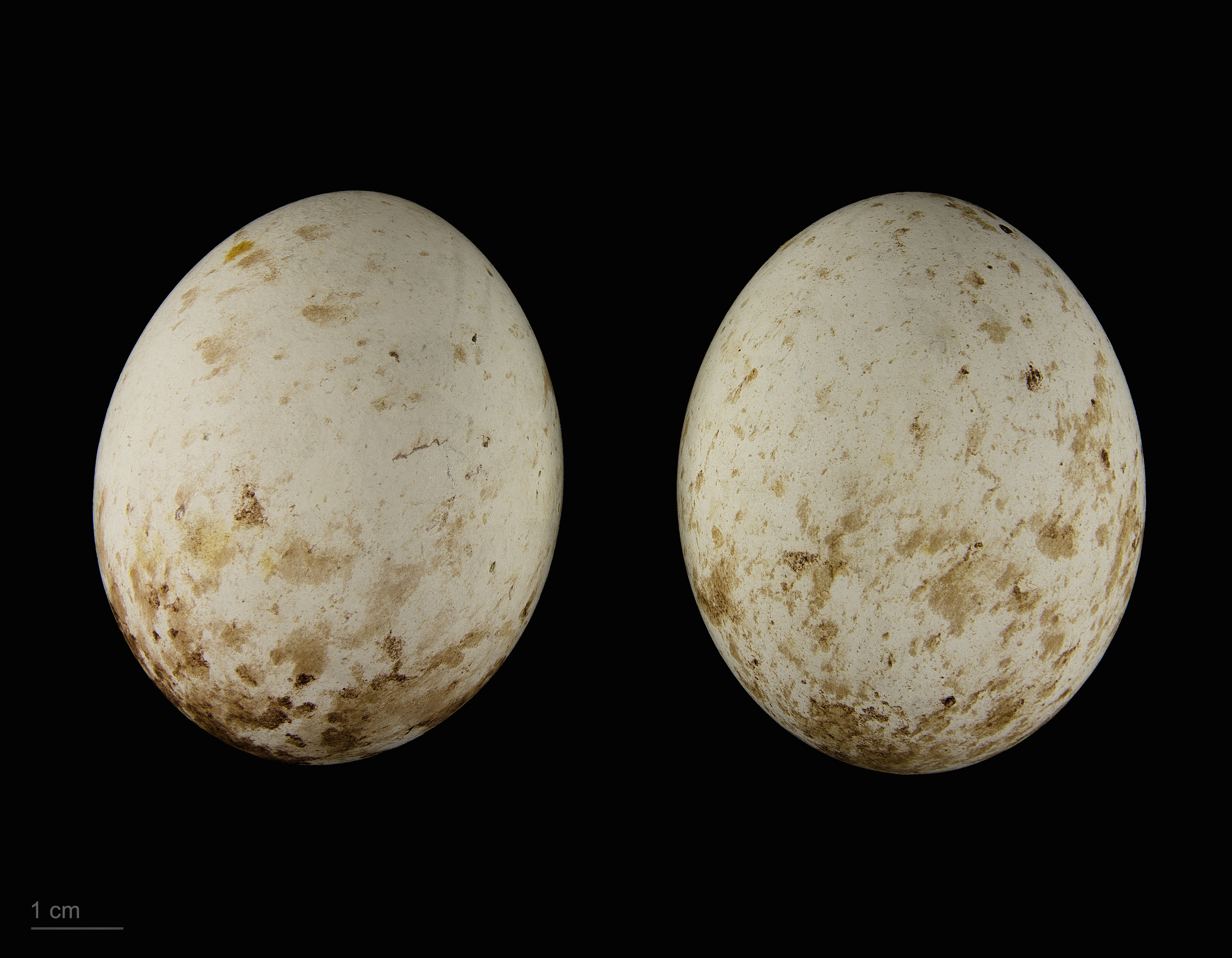
Buteo lagopus

ケアシノスリ（毛足鵟、学名：Buteo lagopus）は、タカ目タカ科ノスリ属に分類される鳥類の一種である。種小名 lagopus はギリシア語の lagopous をラテン語化したもので「クロライチョウ」を意味する。

## 分布
ユーラシア大陸と北アメリカの寒帯地域で繁殖し、冬季は亜寒帯から温帯地域へ渡る。
日本では冬鳥として、主に北日本を中心に飛来するが個体数は少ない。記録は北海道から南西諸島まで全国である。

## 形態
体長は雄が約53-57cm、雌が約57.5-60.5cm。翼開長は雄が約129～137.5cm、雌が約124-143cm。
体は全体的に白っぽく、淡い褐色の斑がある。頭部、胸部、下尾筒（かびとう; 尾羽つけ根の下側）は白味がかったバフ色。羽を広げた時、翼下面の先部、翼後縁部、翼角、尾羽の先部に黒褐色の斑があるのが確認できる。
ノスリButeo japonicus　よりやや大型で、オオノスリButeo hemilasius　より小型。

## 生態
越冬地では、干拓地や農地、草原などの開けた場所に生息する。
主にハタネズミ、トガリネズミ、レミングといった齧歯類等の小哺乳類や小型鳥類や、昆虫も捕食する。餌の80%以上が小型齧歯類だが、ジリスやノウサギ、イタチ、テンなども食べる。ネズミをホバリングしながら狙っている姿がよく見られる。
繁殖形態は卵生。ツンドラや泥炭地の岩の上に営巣する。一腹卵数は約3-4個。

## 亜種
- B. l. lagopus
- B. l. menzbieri
- B. l. sanctijohannis クロケアシノスリ
- B. l. kamtchatkensis カムチャッカケアシノスリ